# 올덴부르크 공작 안톤귄터
올덴부르크 공작 안톤귄터(Anton-Günther, Duke of Oldenburg, 1923년 1월 16일 ~ 2014년 9월 20일)는 올덴부르크 대공국의 공작이다.